# 扁球玉螺
扁球玉螺（学名：Polinices albumen），是异足目玉螺科无脐玉螺属的一种。主要分布于马来西亚、中国大陆、台湾，常栖息在浅海底、低潮线下。